# جيراردو أورينا
جيراردو أورينا (بالإسبانية: Gerardo Ureña)‏ هو لاعب كرة قدم ومدرب كرة قدم كوستاريكي في مركز الوسط، ولد في 6 يوليو 1955 في سان خوسيه في كوستاريكا. شارك مع منتخب كوستاريكا لكرة القدم. أما مع النوادي، فقد لعب مع ديبورتيفو سابريسا.

## وصلات خارجية
- جيراردو أورينا على موقع الاتحاد الدولي (مؤرشف)  (الإنجليزية)
- جيراردو أورينا على موقع قاعدة بيانات كرة القدم.إي يو (الإنجليزية)